# Monte Carlo Open 1988
Il Monte Carlo Open 1988 è stato un torneo di tennis giocato sulla terra rossa. È stata l'81ª edizione del Monte Carlo Open, che fa parte del Nabisco Grand Prix 1988. Si è giocato al Monte Carlo Country Club di Roquebrune-Cap-Martin in Francia vicino a Monte Carlo, dal 18 al 24 aprile 1988.

## Campioni

### Singolare
Ivan Lendl ha battuto in finale  Martín Jaite con il punteggio di 5–7, 6–4, 7–5, 6–3

### Doppio
Sergio Casal /  Emilio Sánchez hanno battuto in finale  Henri Leconte /  Ivan Lendl con il punteggio di 6–1, 6–3